# Johann Christian Friedrich Tuch
Johann Christian Friedrich Tuch (* 17. Dezember 1806 in Quedlinburg; † 12. April 1867 in Leipzig) war ein deutscher Orientalist, Theologe und Rektor der Universität Leipzig.

## Leben
Friedrich Tuch ging in Nordhausen auf ein Gymnasium und studierte ab 1825 in Halle Theologie und Orientalistik. 1829 schloss er seine Promotion zum Dr. phil. ab. Im März 1830 wurde er an der philosophischen Fakultät der Universität mit dem Thema Abulfedane descriptionis Mesopotamiae specimen habilitiert und wurde dann Privatdozent der Philosophie. In der Folge verdiente er seinen Lebensunterhalt als Lohnschreiber.
Nachdem er 1838 sein Hauptwerk „Kommentar über die Genesis“ veröffentlicht hatte, erhielt er in Halle den Titel und den Rang eines außerordentlichen Professors verliehen. Erst 1841 erhielt er dann eine Berufung und ging als Professor der Theologie für das Alte Testament und Orientalistik nach Leipzig, wo er später auch zum Kirchenrat und dann zum Domherr ernannt wurde. 1849/50, erneut 1853/54 und 1863/64 war er Dekan der Theologischen Fakultät. Als Vertreter der Leipziger Universität war er 1850/51 Abgeordneter der I. Kammer des Sächsischen Landtags. 1860 wurde er als ordentliches Mitglied in die Königlich Sächsische Gesellschaft der Wissenschaften aufgenommen. Er war Ehrendoktor der Universität Tübingen und der Universität Zürich. 1856/57 und 1857/58 war Tuch zum Rektor der Universität gewählt worden.
Er war 1840 in die Freimaurerloge Zu den drei Degen in Halle aufgenommen worden.
Tuch war mit Ludowika Wilhelmine Friederike, geborene Werkmeister (1811–1883), verheiratet und starb an einer Schlaganfall. Er und seine Frau wurden im Erbbegräbnis Nr. 42 in der II. Abteilung des Neuen Johannisfriedhofs beerdigt.

## Mitgliedschaften
Johann Christian Friedrich Tuch war Mitglied der Deutschen Morgenländischen Gesellschaft.

## Werke (Auswahl)
Sein Hauptwerk ist der „Kommentar über die Genesis“ (Halle 1838 (online – Internet Archive); 2. Aufl. von Arnold, das. 1871). Weitere Werke sind Abhandlungen über Ninive (Leipz. 1845), Christi Himmelfahrt (1857), Josephus (1859–1860), Antonius Martyr (1864) und u. a. zur Lautlehre des Äthiopischen.
Zusätzlich:
- Erläuterungen und Berichtigungen zu orientalischen Schriftstellern. In: Zeitschrift der Deutschen Morgenländischen Gesellschaft, Band 1. 1847. S. 57–65 (Digitalisat).
- Bemerkungen zu Genesis C.14. In: Zeitschrift der Deutschen Morgenländischen Gesellschaft, Band 1. 1847. S. 161–194 (Digitalisat).
- Auszüge aus Hofrath Dr. Gustav Hänel's Reisetagebuche. In: Zeitschrift der Deutschen Morgenländischen Gesellschaft, Band 1. 1848. S. 426–446 (Digitalisat).
- Einundzwanzig sinaitische Inschriften. Versuch einer Erklärung. In: Zeitschrift der Deutschen Morgenländischen Gesellschaft, Band 3. 1849. S. 129–215 (Digitalisat).
- Balduin's IV. Feldzug nach al-Biqâ'a. In: Zeitschrift der Deutschen Morgenländischen Gesellschaft, Band 4. 1850. S. 512–514 (Digitalisat).
- Ueber die Reise des Sheikh Ibrahim al Khyari el Medini durch einen Theil Palästinas. 1850.
- Die Himmelfahrt Jesu. Eine topographische Frage. 1851.
- Ueber Dr. Tobler's Grundriss von Jerusalem. In: Zeitschrift der Deutschen Morgenländischen Gesellschaft, Band 5. 1850. S. 372–378 (Digitalisat).
- Ueber die Höhlen Maisaloth bei Arbela. 1853.